# 스테판 피 재키브
스테판 피 재키브(Stefan Pi Jackiw, 1985년 5월 6일 ~ )는 미국의 바이올린 연주자이다.

## 생애
미국 매사추세츠주 보스턴에서 물리학자인 독일계 미국인 아버지 로먼 재키브(Roman Jackiw)와 역시 물리학자인 한국인 어머니 피서영(皮瑞英) 사이에서 출생한 그는 대한민국의 수필가 피천득(皮千得)의 외손자(外孫子)이기도 하다.
그는 12세였던 지난 1997년 미국 보스턴 팝스 오케스트라와 협연하여 바이올린 연주자로 데뷔하였다.

## 학력
- 미국 하버드 대학교 기악학과 학사 (바이올린 전공)
- 미국 뉴잉글랜드 음악대학원 음악학 석사